# Géza von Cziffra
Géza von Cziffra [ˈɡeːzɒ fon ˈt͡sifrɒ], né le 19 décembre 1900 à Arad dans le Banat, appartenant alors à la Hongrie de l'Empire austro-hongrois, mort le 28 avril 1989 à Dießen am Ammersee en Haute-Bavière, est un cinéaste, scénariste et réalisateur autrichien d'origine hongroise.

## Biographie
Géza von Cziffra fut élevé par les Jésuites, puis entra chez les cadets de la marine austro-hongroise pendant la Première Guerre mondiale. Il devient journaliste quelques mois à Budapest, puis s'installe à Vienne en 1920. Il est engagé en 1922 par la Sascha-Filmindustrie et travaille à la mise en scène du film d'animation Les Voyages de Gulliver (1923). Ensuite, il est journaliste pour le Berliner Tageblatt à Berlin et le Welt am Abend (Le Monde du Soir). Il écrit des critiques de théâtre, de cinéma et des critiques littéraires, ainsi que des articles judiciaires ou politiques pour des journaux hongrois.
Cziffra continue à écrire des scénarios et même des pièces de cabaret. Il retourne à Budapest en avril 1933 pour travailler à la Hunnia-Film en tant que réalisateur ou scénariste. Il revient à Berlin en 1936 pour collaborer à plusieurs films et aussi à des mises en scène de pièces de théâtre. Il retourne à Vienne en 1941, où il obtient un succès remarqué pour des films dans le genre Revuefilm (équivalent germanophone des Musicals américains), notamment pour Der Weiße Traum (Le Rêve blanc) en 1943. Il réalise aussi en 1945 à Prague Der leuchtende Schatten, mais il est arrêté en cette fin de guerre par la Gestapo et condamné à six mois de prison. Il en sort le 19 avril 1945.
Il tourne le premier film autrichien d'après-guerre sous licence américaine en 1945, grâce à sa nouvelle société de production la Cziffra-Film qui exista jusqu'en 1949, et crée une autre société de production en 1952 à Hambourg, Arion-Film. Il se spécialise dans des films musicaux, des comédies musicales ou des films du genre Schlager qui sont extrêmement appréciés du public, avant que celui-ci ne se tourne vers les productions américaines une quinzaine d'années plus tard. Il fait jouer Peter Alexander, Rudolf Platte, Senta Berger, Hubert von Meyerinck, Johannes Heesters, Marika Rökk, etc. Il utilisait des pseudonymes comme scénariste, comme Peter Trenck, Albert Anthony, John Ferguson, Thomas Harrer, Richard Anden ou bien Horace Parker.
Géza von Cziffra s'est marié cinq fois. Il est enterré au cimetière Est de Munich.

## Filmographie

### Réalisateur
- 1935 : Szent Péter esernyője (hu)
- 1943 : Rêve blanc (Der weiße Traum)
- 1944 : Hundstage (de)
- 1945 : Leuchtende Schatten (de)
- 1946 : Glaube an mich
- 1947 : Amour et Musique (Liebe nach Noten)
- 1947 : Visage immortel (de) (Das unsterbliche Antlitz)
- 1948 : La Reine de la route (Königin der Landstraße)
- 1948 : Valse céleste (Der himmlische Walzer)
- 1949 : Amour d'enfer (de) (Höllische Liebe)
- 1949 : Des invités dangereux (de) (Gefährliche Gäste)
- 1949 : Lambert fühlt sich bedroht
- 1950 : Une fille du tonnerre (de) (Die Dritte von rechts)
- 1950 : Gabriela
- 1951 : Le Charme de Dolorès (de) (Die verschleierte Maja)
- 1951 : L'Inconnue des cinq cités (A Tale of Five Cities), segment Vienne
- 1952 : Le Rêve multicolore (de) (Der bunte Traum)
- 1953 : La Fleur d'Hawaï (de) (Blume von Hawaii)
- 1953 : L'Hôtel qui chante (de) (Das singende Hotel)
- 1954 : Danse au soleil (de) (Tanz in der Sonne)
- 1954 : L'argent tombe du ciel (de) (Geld aus der Luft)
- 1955 : Le Faux Adam (de) (Der falsche Adam)
- 1955 : Les Bandits de la route (de) (Banditen der Autobahn)
- 1956 : Le Pantalon volé (Die gestohlene Hose)
- 1956 : Musikparade
- 1956 : Une jeune fille avec du tempérament (de) (Mädchen mit schwachem Gedächtnis)
- 1957 : Les Jolies Jambes de Dolorès (de) (Die Beine von Dolores)
- 1957 : Ça barde (de) (Das haut hin)
- 1957 : Theodor le fainéant (de) (Der müde Theodor)
- 1958 : Infirmière de nuit (de) (Nachtschwester Ingeborg)
- 1958 : Soucis de millionnaire (So ein Millionär hat’s schwer)
- 1958 : La Joyeuse Débandade (de) (Wehe, wenn sie losgelassen)
- 1959 : Coup sur coup (de) (Schlag auf Schlag)
- 1959 : Je ne suis pas Casanova (de) (Ich bin kein Casanova)
- 1959 : Peter décroche la timbale (Peter schießt den Vogel ab)
- 1959 : Nuit de Tanger (de) (Salem Aleikum)
- 1959 : Le Retour de Bobby Dodd (de) (Bobby Dodd greift ein)
- 1960 : Kriminaltango
- 1961 : Rêve de jeune fille (Kauf dir einen bunten Luftballon)
- 1961 : Les Aventures du comte Bobby (Die Abenteuer des Grafen Bobby)
- 1961 : Midi-Midinette (Junge Leute brauchen Liebe)
- 1961 : Une étoile descend du ciel (de) (Ein Stern fällt vom Himmel)
- 1962 : La Chauve-Souris (Die Fledermaus)
- 1962 : La Douceur de vivre du comte Bobby (Das süße Leben des Grafen Bobby)
- 1962 : L'Oiseleur (de) (Der Vogelhändler)
- 1962 : Le téléphone sonne la nuit (de) (Nachts ging das Telefon)
- 1963 : La Marraine de Charley (Charleys Tante)
- 1964 : Liane fille sauvage (de) (Lana – Königin der Amazonen)
- 1965 : An der Donau, wenn der Wein blüht
- 1968 : Paradies der flotten Sünder
- 1969 : Lolita 70 (de) (Josefine, das liebestolle Kätzchen)

### Scénariste
- 1936 : Quand l'alouette chante (Wo die lerche singt) de Karel Lamač
- 1939 : Pages immortelles (Es war eine rauschende Ballnacht) de Carl Froelich
- 1974 : Le Ciel volé (Der gestohlene Himmel) de Theo Maria Werner